# Tebing Tinggi (stad)
Tebing Tinggi, ook wel Kota Tebing Tinggi, is een Indonesische stad in de provincie Noord-Sumatra. Het stad met een oppervlakte van 31 km² telt ongeveer 135.000 inwoners.

## Geboren
- Corry Tendeloo (1897), Tweede Kamerlid

Stadsgemeenten: Binjai · Gunung Sitoli · Medan · Pematang Siantar · Tanjung Balai · Tebing Tinggi · Padang Sidempuan · Sibolga

Regentschappen: Asahan · Batu Bara · Dairi · Deli Serdang · Humbang Hasundutan · Karo · Labuhan Batu · Labuhanbatu Selatan · Labuhanbatu Utara · Langkat · Mandailing Natal · Nias · Nias Barat · Nias Selatan · Nias Utara · Padang Lawas · Padang Lawas Utara · Pakpak Bharat · Samosir · Serdang Bedagai · Simalungun · Tapanuli Selatan · Tapanuli Tengah · Tapanuli Utara · Toba Samosir